# Слюдянское городское поселение
Слюдя́нское городское поселение или Слюдянское муниципальное образование — муниципальное образование со статусом городского поселения в составе Слюдянского района Иркутской области Российской Федерации.
Административный центр — город Слюдянка.

## Границы
Согласно закону «О статусе и границах муниципальных образований Слюдянского района Иркутской области»

…В состав территории Слюдянского муниципального образования входят земли следующих населённых пунктов: город Слюдянка, посёлок Буровщина, посёлок Сухой Ручей. С севера Слюдянское муниципальное образование граничит с Култукским и Быстринским муниципальными образованиями. Граница начинается от оз. Байкал в районе устья р. Култучная, идёт в юго-западном направлении до отметки 962 м, пересекая реки Большой Бурутуй, Малый Бурутуй, Талая. Далее граница поворачивает на юг на расстояние 13 км 200 м, затем идёт в западном направлении до границы с Республикой Бурятия, пересекая р. Чернушка. Протяжённость северной границы составляет 45 км 160 м. С запада граница муниципального образования примыкает к восточной границе Бурятии. Граница начинается от отметки 1789 м и идёт в юго-восточном направлении до отметки 2275 м по хребту Бешечный. С юга граница муниципального образования примыкает к северной границе Бурятии. Граница начинается от отметки 2275 м и идёт по хребту Бешечный до отметки 2002 м. С восточной стороны Слюдянское муниципальное образование граничит с Утуликским муниципальным образованием. Граница начинается от отметки 2002 м и идёт в северном направлении на расстояние 5 км 200 м, затем поворачивает на северо-запад до отметки 1550 м, далее поворачивает на восток и идет до р. Зимовейная. От р. Зимовейная граница следует в северо-восточном направлении до оз. Байкал, пересекая хребет Становой.

## Население
| 2009    | 2010    | 2011    | 2012    | 2013    | 2014    | 2015    |
| ------- | ------- | ------- | ------- | ------- | ------- | ------- |
| 42 669  | ↘18 927 | ↘18 892 | ↗19 024 | ↘18 957 | ↘18 899 | ↘18 764 |
| 2016    | 2017    | 2021    |         |         |         |         |
| ↘18 638 | ↘18 581 | ↘18 483 |         |         |         |         |

Население на 1 января 2019 года составляло: 18 535.

## Населённые пункты
В состав муниципального образования входят три населённых пункта::
| № | Населённый пункт | Тип населённого пункта | Население |
| - | ---------------- | ---------------------- | --------- |
| 1 | Буровщина        | посёлок                | ↘51       |
| 2 | Слюдянка         | город                  | ↘18 058   |
| 3 | Сухой Ручей      | посёлок                | ↘291      |